# Красиловка (Иванковский район)
Красиловка (укр. Красилівка) — село, входит в Иванковский район Киевской области Украины.
Население по переписи 2001 года составляло 134 человека. Почтовый индекс — 07231. Телефонный код — 4591. Занимает площадь 1,1 км². Код КОАТУУ — 3222085003.

## Местный совет
07214, Київська обл., Іванківський р-н, с. Старі Соколи